# Буруйский ракетохвостый попугай
Буруйский ракетохвостый попугай (лат. Prioniturus mada) — птица из отряда попугаеобразных.

## Внешний вид

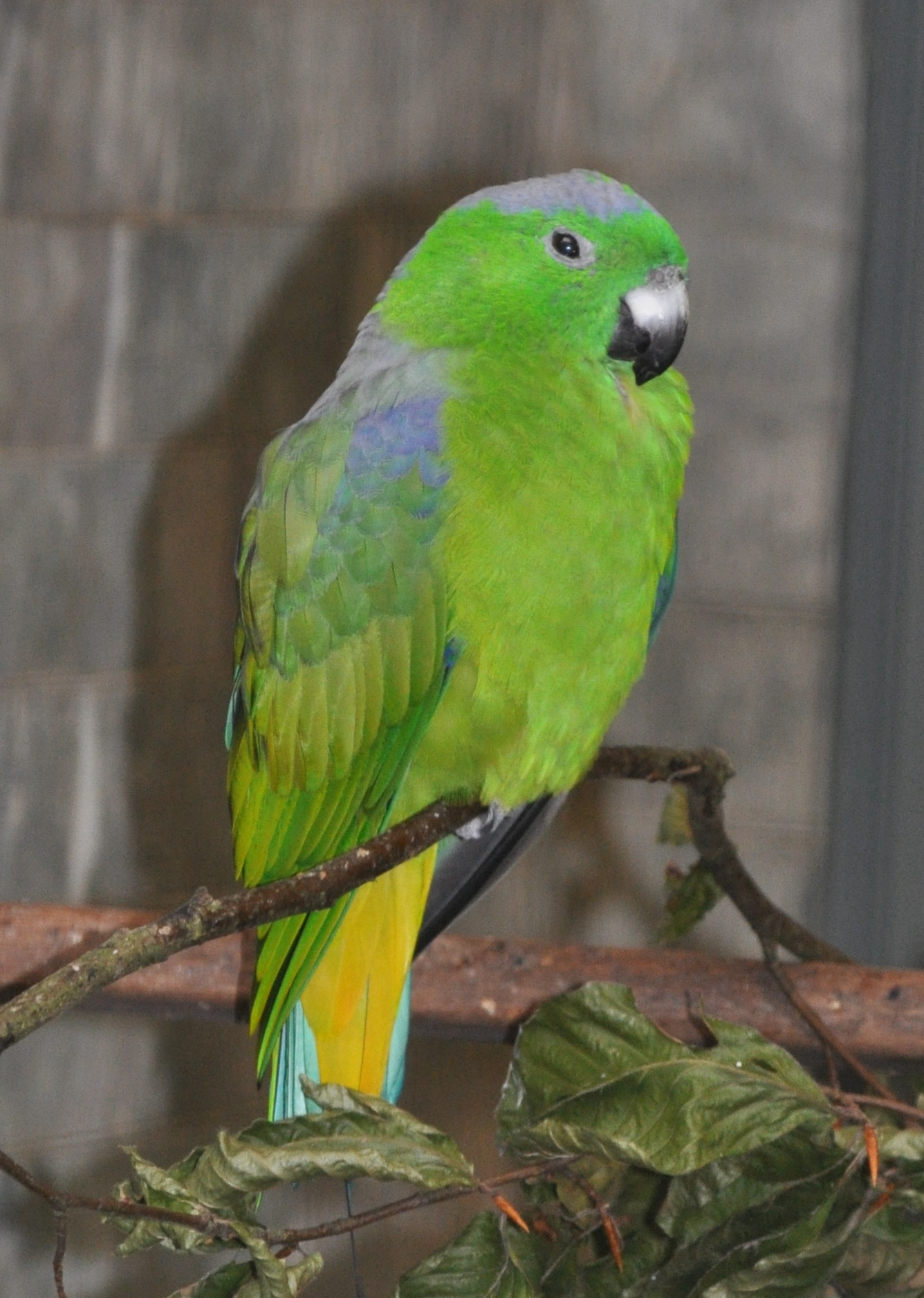
Буруйский ракетохвостый попугай в птичьем парке Вальсроде

Длина тела 29 см. Основная окраска оперения зелёная. Крылья зелёные, грудь и живот более бледные, желтоватые. Горло синевато-зелёное; затылок тусклый, фиолетово-синий; спина, огузок и мелкие кроющие перья крыла фиолетово-синие; край крыльев синий. Подкрылья и подхвостье зеленовато-жёлтые. Перья хвоста зелёные с тёмно-синими кончиками, два средних пера хвоста зелёные, удлинённые с окончаниями в виде тёмно-синих «ракеток». Окологлазное кольцо узкое, серое. Клюв бледный синевато-рогового цвета с чёрным кончиком. Радужка тёмно-коричневая. Ноги серые. Впервые описан Хартертом в 1853 году.

## Распространение
Эндемик Индонезии. Обитает на острове Буру.

## Образ жизни
Населяют субтропические и влажные тропические леса и мангровые заросли, в горы поднимается до высоты 1750 м над уровнем моря.

## Размножение
Гнездятся в дуплах деревьев.